# Kagugu (Gasabo)
Kagugu ist eine von vier Zellen (Verwaltungseinheiten 4. Ebene) im Sektor Kinyinya des Distrikts Gasabo in der ruandischen Hauptstadt Kigali. Sie liegt auf einer Höhe von etwa 1460 m. Nachbarzellen sind im Norden Gasanze, im Nordosten Gasharu, im Osten Murama, im Südosten Gacuriro, im Südwesten Musezero und im Nordwesten Kabuye.
In Kagugu gibt es mehrere Denkmäler, die an die Kämpfe zur Beendigung des Völkermords von 1994 erinnern. Zum einen Überreste eines Panzers in Rukinga, der von RPA-Soldaten außer Gefecht gesetzt wurde, zum anderen ein Denkmal, das zwei Soldaten zeigt, von denen einer ein Maschinengewehr abfeuert.